# Lucky Patcher
 (juin 2015).
Si vous disposez d'ouvrages ou d'articles de référence ou si vous connaissez des sites web de qualité traitant du thème abordé ici, merci de compléter l'article en donnant les références utiles à sa vérifiabilité et en les liant à la section « Notes et références ».
Lucky Patcher est une application définie pour patcher les applications Android, créer des patchs personnalisés ou créer des APK modifiés avec ou sans un accès Root. Lucky Patcher est un outil de correction universel. Il est destiné à modifier les applications pour supprimer des annonces, supprimer la vérification de licence (automatiquement et manuellement), gérer les autorisations, etc.

## Utilisation

### Création de patchs personnalisés pour les applications (APK modifié)
Lucky Patcher est utilisé pour déverrouiller des fonctionnalités payantes gratuitement (par exemple : de passer de Nova Launcher à Nova Launcher Primei).

### Élimination des publicités Google
Lucky Patcher est utilisé pour contrôler les publicités Google et les supprimer.

### Élimination des achats InApp
Lucky Patcher est utilisé pour créer de faux moyens de paiement et ainsi contourner les achats intégrés dans les jeux gratuitement (par exemple : acheter des avions dans Infinite Flight).

### Modification des autorisations de l'application
Lucky Patcher est utilisé pour interdire à l'application d'utiliser des ressources système (utilisation de réseau, passer des appels, etc.).